# Мальцев Микола Олексійович
Микола Олексійович Мальцев (10 березня 1928, місто Майкоп, тепер Адигея, Росія — 2 грудня 2001, місто Москва) — радянський державний діяч, міністр нафтової промисловості СРСР. Кандидат у члени ЦК КПРС у 1981—1986 роках. Депутат Верховної Ради СРСР 7-го, 9—11-го скликань. Кандидат технічних наук (1974). Герой Соціалістичної Праці (30.03.1971).

## Життєпис
Народився в родині робітника.
У серпні 1945 — червні 1946 року — студент гірничого факультету Грузинського індустріального інституту міста Тбілісі. У червні 1946 — вересні 1947 року — студент інженерно-економічного факультету Одеського інституту інженерів морського флоту. У вересні 1947 — 1951 року — студент Грозненського нафтового інституту, гірничий інженер.
У грудні 1951 — травні 1953 року — начальник цеху контори законтурного заводнення тресту «Бавлинафта» Татарської АРСР. У травні 1953 — грудні 1954 року — головний інженер контори законтурного заводнення тресту «Альметьєвськнафта» Татарської АРСР.
Член КПРС з 1953 року.
У грудні 1954 — грудні 1954 року — заступник начальника цеху підтримки пластових тисків, у грудні 1955 — листопаді 1956 року — начальник відділу видобутку нафти і газу — заступник головного інженера об'єднання «Татнафта».
У листопаді 1956 — 1960 року — начальник нафтопромислового управління «Азнакаєвськнафта» об'єднання «Татнафта».
У 1960—1961 роках — начальник нафтопромислового управління «Бугульманафта» об'єднання «Татнафта».
У 1961—1963 роках — начальник управління нафтової промисловості Ради народного господарства (раднаргоспу) Пермського економічного адміністратичного району.
У 1963—1972 роках — начальник державного виробничого об'єднання «Пермнафта» Пермської області.
Указом Президії Верховної Ради СРСР від 30 березня 1971 року за видатні заслуги у виконанні завдань п'ятирічного плану з видобутку нафти і досягнення високих техніко-економічних показників Мальцеву Миколі Олексійовичу присвоєно звання Героя Соціалістичної Праці з врученням ордена Леніна і золотої медалі «Серп і Молот».
У 1972 — 5 квітня 1977 року — 1-й заступник міністра нафтової промисловості СРСР.
5 квітня 1977 — 12 лютого 1985 року — міністр нафтової промисловості СРСР.
З лютого 1985 року — персональний пенсіонер союзного значення в Москві.
У 1990-ті роки працював заступником генерального директора ВАТ «Роснафта — Бурнафта», радником президента ВАТ НК «Роснафта».
Помер 2 грудня 2001 року. Похований в Москві на Троєкуровському цвинтарі.

## Нагороди і звання
- Герой Соціалістичної Праці (30.03.1971)
- два ордени Леніна (23.05.1966, 30.03.1971)
- орден Жовтневої Революції (9.03.1978)
- орден «Знак Пошани» (19.03.1959)
- медаль «За трудову відзнаку»
- медаль «За доблесну працю. В ознаменування 100-річчя з дня народження Володимира Ілліча Леніна»
- медаль «За освоєння надр і розвиток нафтогазового комплексу Західного Сибіру»
- медалі
- Почесний громадянин робітничого селища Азнакаєво Татарської АРСР (30.12.1981)